# Den sidste rejse
Den sidste rejse er en actionfilm fra 2011 af Lasse Spang Olsen og med Finn Nørbygaard og Jacob Haugaard i hovedrollerne - produceret at Michael Hannover. Hovedpersonerne Nørbygaard og Haugaard spiller en fiktiv udgave af sig selv fx er en vigtig del af handlingen at Nørbygaard, ligesom i virkeligheden, i filmen mister en masse penge på grund af svindel i firmaet IT Factory.
Filmen fik meget dårlige anmeldelser og solgte kun 23.021 biografbilletter, i modsætning til deres tidligere film Jydekompagniet, der solgte over 850.000 billetter.

## Medvirkende
- Finn Nørbygaard
- Jacob Haugaard
- Dorte Daugbjerg
- Gerard Bidstrup
- Stefan Cronwall
- Mark Viggo Krogsgaard
- Magnus Åkerborn
- Peter Fridh